# Kogsbøl, Søndergaarde og Kogsbøl Ladegård
Kogsbøl var en ridderborg eller et befæstet riddergods bygget omkring år 1300 og beliggende i Emmerlev Sogn i den nuværende Tønder Kommune. I dag er der ingen bygningsrester tilbage, men volde og voldgrave er bevaret på et 2,5 hektar stort fredet område i den nordvestlige ende af landsbyen Nørre Sejerslev. Kogsbøls navn er blevet skrevet på mange måder gennem tiderne. I den ældste skriftlige kilde fra 1393 benyttes ”Cuxbyl”. Stavemåderne ”Cuxbüll” og ”Koxbüll” vandt indpas fra midten af det 16. århundrede. Den nuværende ”Kogsbøl” blev første gang brugt i danske forvaltningsakter fra det 19. århundrede.
Kogsbøl blev formodentlig bygget for at styrke den danske kongemagt i grænseområdet til den uregerlige frisiske befolkning mod syd. Den første ridder på Kogsbøl, som kendes ved navn, var Erik Nielsen, som ydede dronning Margrete 1. hærfølge til Sverige i 1402. Han var fra den første af i alt syv kendte generationer af den sønderjyske gren af adelsslægten Rosenkrantz, der sad på Kogsbøl i mere end 200 år. I slutningen af 1400-tallet udskilte Erik Iversen Rosenkrantz jorder fra Kogsbøl og opførte en gård ca. én kilometer syd for borgen, som blev benævnt Søndergaarde eller ”Südergaarde” på tysk.
Den sidste Rosenkrantz på Kogsbøl var Christoffer Bendixen Rosenkrantz. Han blev dømt til døden af kong Christian 4. på grund af dokumentfalsk og henrettet i 1610. Tre år senere solgte hans kreditorer Kogsbøl til Gert Rantzau, der var kongelig statholder i Slesvig-Holsten. I 1637 var Kogsbøl medgift for Gert Rantzaus yngste datter Hedvig, da hun blev gift med sin halvfætter Josias Rantzau. Han var en navnkundig krigshelt under Trediveårskrigen, hvor han avancerede til marskal i fransk tjeneste. Allerede i 1639 solgte Josias Rantzau Kogsbøl til sin svoger Christian Rantzau, der i 1649 afhændede ejendommen til  hertug Frederik 3. af Slesvig-Holsten-Gottorp i en byttehandel i forbindelse med oprettelsen af Rigsgrevskabet Rantzau i Holsten. 
Søndergaarde, der ligesom Kogsbøl blev betegnet som et gods i 1600-tallet, forblev i besiddelse af Christoffer Rosenkrantz’ brødre indtil det blev afhændet til Rantzau-slægten kort efter 1625. I 1652 købte Gottorp-hertugen Søndergaarde af den saksiske Junker Caspar von Gersdorff, der havde erhvervet ejendommen tolv år tidligere af sin svigermoder Anna Rantzau fra det nærtliggende Trøjborg Slot. I 1713, under den Den Store Nordiske Krig, overgik ejerskabet til både Kogsbøl og Søndergaarde fra Gottorp-hertugerne til kong Frederik 4. i forbindelse med hertugdømmet Slesvigs indlemmelse under den danske krone.
Under Gottorp-hertugerne blev begge godsers jorde bortfæstet til lokale landmænd. I begyndelsen var der forskellige fæstere på Kogsbøl og Søndergaarde, men i 1710 kunne Göddert Hansen fra Højer, der havde erhvervet fæstet til Søndergaarde ved giftermål i 1683, også erhverve fæstet til Kogsbøl. Hans søn, Andreas Christian Hansen, overtog begge fæstemål i 1721 og formåede senere at få en bekræftelse hos forvaltningen i Slesvig, at der nu var tale om arvefæster. Andreas Christian Hansen boede på Kogsbøl indtil faderens død i 1739. Han flyttede derpå til Søndergaarde, hvor godsdriften også blev samlet. Bygningerne på Kogsbøl forfaldt gradvist, men var i sidste halvdel af 1700-tallet stadigvæk beboet, bl.a. i en tiårsperiode af en herredsfoged over Lø herred.
Efter Andreas Christian Hansen overgik fæstet til sønnen Nicolay Hansen, som døde i 1800. To mandlige arvinger døde i en ung alder, og dermed blev barnebarnet Ingeburg Lucia Christiana Posselt fæstearvning som attenårig i 1826. Hun giftede sig to år senere med Boy Feddersen (1804 - 1883), der var søn af godsinspektøren på grevskabet Schackenborg og ejer af gården Røj i Møgeltønder sogn. Røj blev snart afhændet til en broder, så Boy Feddersen kunne hellige sig driften af Kogsbøl og Søndergaarde. Hans kone, der var fæsteindehaveren, døde i barsel i 1833, og deres eneste barn døde også i en ung alder. I 1841 kunne Boy Feddersen ophæve fæstemålet gennem betaling af en afløsningssum til det Kgl. Rentekammer og dermed overføre begge gårde til selveje.
De forfaldne bygninger på Kogsbøl blev revet ned i 1830 og byggematerialerne benyttet ved opførelsen af Kogsbøl Ladegård, en ny firelænget gård i vestslesvigsk byggestil kun 600 meter nordvest for det gamle anlæg. Under Første Verdenskrig blev russiske krigsfanger brugt til at fjerne Kogsbøls resterende fundamenter. Selv om de to gårde var samlet under én ejer frem til 1948, blev de drevet særskilt, typisk med ejeren boende på Søndergaarde og en forpagter på Kogsbøl Ladegård.
Ved Boy Feddersens død i 1883 gik Søndergaarde og Kogsbøl Ladegård i arv til en nevø, Theodor Feddersen (1839 - 1915). Han var kommet til sin onkel som 12-årig efter at have mistet sine forældre. Fra 1866 til 1883 var han forpagter på Kogsbøl Ladegaard. Efter at have tiltrådt sin arv, lod Theodor Feddersen Søndergaarde genopføre i en statelig form. Bygningerne blev yderligere forbedret efter en brand i 1904. Theodor Feddersen var amtsforstander i Tønder amt og i perioden 1893-1898 medlem af rigsdagen i Berlin.
Theodor Feddersens ældste søn, Hans Feddersen (1878 - 1918), blev ejer af begge gårde i 1916. Forinden havde han været forpagter, først af Kogsbøl Ladegaard og siden 1907 af Søndergaarde. Efter hans utidige død som soldat i Første Verdenskrig blev Søndergaarde i en 14-årig periode bestyret af en yngre broder, Boy Feddersen (1892 – 1943), der var marineofficer. Derefter tiltrådte Hans Feddersens ældste søn, Christian Feddersen (1908 - 1977), som forpagter af Søndergaarde; den næstældste søn, Theodor Feddersen (1912 - 1985), blev nogle år senere forpagter af Kogsbøl Ladegård. Da Christian Feddersen giftede sig i 1948 blev dødsboet efter faderen delt: Christian Feddersen blev ejer af Søndergaarde og Theodor Feddersen blev ejer af Kogsbøl Ladegård. Søndergaardes jordtilliggende udgjorde på det tidspunkt 165 hektar, medens der hørte 350 hektar til Kogsbøl Ladegård, heraf godt 200 hektar udyrket tørvemose, Kogsbøl Mose, som blev solgt til staten i 1950erne.
Kogsbøl Ladegård blev i 1972 overdraget til Theodor Feddersens søn, Boy Feddersen (1944 - 2010), og i 2007 til dennes søn af samme navn. I 2012 blev gården med et resterende jordtilliggende på 120 hektar solgt til Klaus Refslund Hansen, som allerede ejede en nabogård. Søndergaarde, der aktuelt har et jordtilliggende på 175 hektar, er siden 1977 ejet af Hans Berend Feddersen, søn af Christian Feddersen. Det gamle voldsted, hvor ridderborgen lå i middelalderen, hører til Søndergaarde.

## Ejere af Kogsbøl, Søndergaarde og Kogsbøl Ladegård
- (1393) Erik Nielsen Rosenkrantz
- (1393-1412) Peder Eriksen Rosenkrantz
- (1412-1435) Claus Pedersen Rosenkrantz / Iver Pedersen Rosenkrantz
- (1435-1440) Iver Pedersen Rosenkrantz
- (1440-1494) Claus Iversen Rosenkrantz / Erik Iversen Rosenkrantz
- (1494-1515) Claus Iversen Rosenkrantz
- (1515-1544) Gotskalk Eriksen Rosenkrantz
- (1544-1575) Timme Iversen Rosenkrantz / Bendix Iversen Rosenkrantz
- (1575-1604) Carsten Bendixsen Rosenkrantz / Christoffer Bendixsen Rosenkrantz
- (1604-1610) Christoffer Bendixen Rosenkrantz
- (1610-1613) Christoffer Bendixsen Rosenkrantzs dødsbo
- Kogsbøl: (1613-1637) Gert von Rantzau; (1637-1639) Josias von Rantzau; (1639-1649) Christian von Rantzau
- Søndergaarde: (1613-ca.1626) Otto og Carsten Rosenkrans; (ca.1626-1640) Rantzau-slægten; (1640-1652) Caspar von Gersdorff
- (1649/1652-1713) Hertugen af Gottorp
- (1713-1841) Kronen
- (1841-1883) Boy Feddersen
- (1883-1915) Theodor Feddersen
- (1916-1918) Hans Feddersen
- (1918-1948) Hans Feddersens dødsbo
- Kogsbøl Ladegård (1948-1972) Theodor Feddersen
- Kogsbøl Ladegård (1972-2007) Boy Feddersen
- Kogsbøl Ladegård (2007-2012) Boy Feddersen, jun.
- Kogsbøl Ladegård (2012-  ) Klaus Refslund Hansen
- Søndergaarde (1948-1977) Christian Feddersen
- Søndergaarde (1977-  ) Hans Berend Feddersen